# アーサー王物語

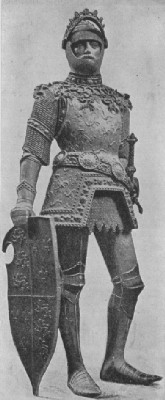
アーサー王像(ペーター・ヴィッシャー作、1480年ごろ、インスブリュック宮廷内教会)

アーサー王物語（アーサーおうものがたり　英：King Arthur and the Knights of the Round Table）またはアーサー王伝説（アーサーおうでんせつ）、あるいはアーサー王と円卓の騎士たち（アーサーおうとえんたくのきしたち）は、中世の騎士道物語。

## あらすじ
現在、アーサー王物語として一般に知られているのは、中世後期に完成し、トマス・マロリーがまとめたアーサー王を中心とする騎士道物語群である。これは大きく四つの部分に分ける事ができる。
- アーサーの誕生と即位。ローマ皇帝を倒し、全ヨーロッパの王になるまでの物語。
- アーサー王の宮廷（キャメロット）に集った円卓の騎士達の冒険とロマンス。
- 聖杯探索。最後の晩餐で使われたという聖杯を円卓の騎士が探す物語。
- ランスロットと王妃グィネヴィアの関係発覚に端を発する内乱（実子モルドレッドとのカムランの戦い）。王国の崩壊とアーサー王の死（アヴァロンへの船出）、コンスタンティンへの王位継承。

## 主要登場人物
詳細はアーサー王伝説に登場する人物一覧を参照。作品により、名前や血縁関係が多少異なる。
アーサー王
ブリテンの王。
マーリン
アーサーを補佐し、導く魔術師。
グィネヴィア
アーサーの王妃。ランスロットとの禁断の恋で有名。
ヴィヴィアン（湖の乙女）
マーリンの愛人にして弟子。
モルゴース
アーサー王の異父姉。
モーガン・ル・フェイ
妖姫。アーサー王の異父姉。

### 円卓の騎士

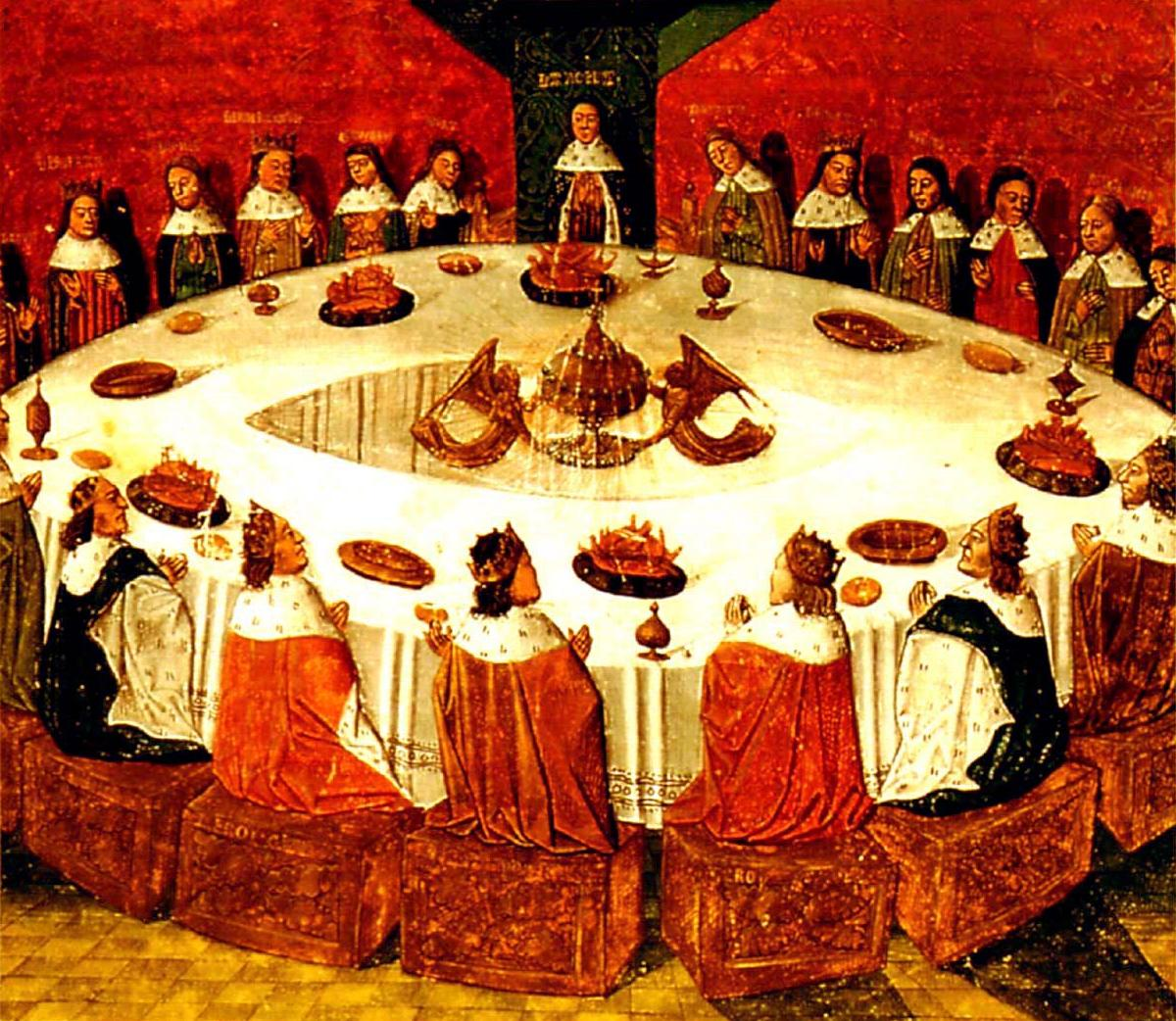
アーサー王と円卓の騎士

アーサー王に仕えた精鋭の騎士たち。各々魔法の円卓に席を持つ。席の総数、構成員は作品によって異なる。
ランスロット
湖の騎士。この世で最も誉れ高き最高の騎士。
ガウェイン
モルゴースの息子でアーサーの甥。
トリスタン
アイルランド王マルクの甥。竜退治やイズーとの恋で有名。
ガラハッド
ランスロットとカーボネックのエレインの息子。聖杯の騎士の一人。
パーシヴァル
ペリノア王の息子。聖杯の騎士の一人。
ボールス
ボールス王の息子で、ボールス王と区別するためにボールス卿と呼ばれる。聖杯の騎士の一人。童貞を守っていたため、聖杯に到達できたと説明されている。
モルドレッド
ガウェインの異父弟。王位の簒奪を企み、アーサーと戦う。
コンスタンティン
コーンウォールのカドー卿の息子。アーサーの死後コンスタンティン3世としてブリテン王に即位。
ベディヴィア
アーサー王の執事。アーサーの死後エクスカリバーを湖に還した。

## 歴史

### 伝説
5世紀末にサクソン人を撃退したとされる英雄アーサーは、ブリトン人（ウェールズ人）の間で古くから伝説として語り継がれてきた。アーサーの直系の子孫であるウェールズ人が残した『マビノギオン』はそれを現代に伝えるほぼ唯一の史料であり、華やかな騎士道ロマンスに彩られる前の比較的古い状態のアーサー王伝説を見ることができる。
アーサーの生涯がはじめてまとまった形をとったのは、1136年頃ウェールズ人ジェフリー・オブ・モンマスが書いた『ブリタニア列王史』においてである。『ブリタニア列王史』は歴史書の体裁を取っているものの、非現実的な部分が多くを占めており、今日の伝説上の人物としてのアーサー王のイメージはここから始まると言ってよい。以降、彼の作品とそれを基にしたアングロ＝ノルマンの詩人ウァースの『ブリュ物語』（1155年頃）、それにウェールズ人と共通の文化を有するブルターニュのブルトン人などを経由して、アーサーの伝説は西ヨーロッパ全体に伝播してゆく。

### 中世
騎士道が花開く中世後半になると、アーサー王伝説はシャルルマーニュ（「フランスもの」）やアレクサンドロス3世（大王）（「ローマもの」）と並んで「ブルターニュ」（ブルターニュものとも）と呼ばれる騎士道文学の題材となり、フランスを中心に各地でさまざまな異本やロマンスが作られた。その過程で本来関係がなかったエピソードが円卓の騎士の物語として徐々に組み込まれていった。ランスロットや湖の乙女、トリスタンとイゾルデ、パーシヴァル、ガラハッド、聖杯探求、石に刺さった剣、円卓、キャメロットなどといった人物やモチーフはこの時期に導入されたものである。
この時代の優れた作品にクレティアン・ド・トロワ（フランス）の『ランスロ、あるいは荷車の騎士』、ドイツのヴォルフラム・フォン・エッシェンバッハの『パルツィヴァル』、ゴットフリート・フォン・シュトラースブルクの『トリスタン』、イングランドの『ガウェイン卿と緑の騎士』（著者不明）などがあり、これらは中世文学を代表する俗語作品として高く評価されている。
このようにして製作された各種ロマンスは、『ランスロ＝聖杯サイクル』や『後期流布本サイクル』（ともに著者不明）などの統一性を持った散文作品群にまとめられていった。1470年にウェールズ出身の騎士トマス・マロリーがこれらを使用して書き上げた『アーサー王の死』はその決定版というべきもので、現在はマロリーの作品がアーサー王物語を代表する作品となっている（ただし、『アーサー王の死』に含まれないエピソードやヴァリエーションも数多く存在する）。この作品は15世紀末の出版業者ウィリアム・キャクストンの手による印刷本（キャクストン版）と、1934年に発見された中世写本（ウィンチェスター版）により現在に伝えられている。

### 近現代
騎士道文学の衰退と共に汎ヨーロッパ的な人気は衰えたが、ロマン主義の時代になるとイギリスの愛国主義のモチーフとして好まれ、アルフレッド・テニスンの『国王牧歌』などが書かれた。第二次世界大戦以降、ファンタジーの復権とともに再び注目されるようになり、現在でも小説や映画、ドラマなど多様なメディアでアーサー王物語が作られ続けている。

## ナルト叙事詩との関連
アーサー王をはじめとする伝説の多くは、従来はケルトに由来するというのが有力な説であった。しかし近年では黒海東岸のオセット人のナルト叙事詩と共通の起源を持つという説が注目されている。この説で特に注意されているうちの一つは、アーサー王の死とナルト叙事詩の大英雄バトラズの死との間に顕著な類似が認められることである。
アーサー王は死の直前ベディヴィアに湖にエクスカリバーを投げ込むよう指示する。しかしベディヴィアはエクスカリバーの美しさに見惚れて湖に投げ込んだと嘘をつく。しかしアーサー王は奇跡（つまり湖から手が現れて剣を受け取る）が起きないことを理由にその嘘を見抜き、仕方なくベディヴィアは剣を湖に投げ入れる。一方のバトラズも死の直前、ナルトたちに自分の神剣を海に投げ込むよう命じる。しかしその剣のあまりの重さゆえに、ナルトたちが海に投げ入れたと嘘をつくと、やはり何の奇跡も起きていないことを理由にその嘘を見抜き、ナルトたちは仕方なく剣を海に投げ込む。奇跡の内容など違いもあるが、物語の構成に類似が保存されている、と論じられている。

## 学術研究機関
国際アーサー王学会
（IAS:The International Arthurian Society/SIA:La Société Internationale Arthurienne）
1948年にアーサー王文学の研究者ジャン・フラピエ（Jean Frappier）、ウジェーヌ・ヴィナーヴァ（Eugene Vinaver）、ドミニカ・レッゲ（Dominica Legge）らが中心となり、パリ大学（ソルボンヌ）を本拠として創設された研究団体。イギリス、ドイツなどの西ヨーロッパのみならず、日本を含む世界各国に支部がある（1987年第1回日本支部総会）。

## 舞台
- アーサー王伝説（原題:LA LEGENDE DU ROI ARTHUR）

2015年にパリで初演のミュージカル作品。日本では、宝塚歌劇団月組選抜メンバーにより、2016年10月14日〜10月19日に文京シビックホール、同年10月28日〜11月9日にシアター・ドラマシティで公演。潤色・演出は石田昌也、主演は珠城りょう、愛希れいか。2023年、オ・ルピナ演出浦井健治主演でミュージカル「キングアーサー」のタイトルで上演。